# Debophanes areolatus
Debophanes areolatus là một loài tò vò trong họ Ichneumonidae.